# Palicourea anisoloba
Palicourea anisoloba är en måreväxtart som först beskrevs av Johannes Müller Argoviensis, och fick sitt nu gällande namn av Boudewijn Karel Boom och M.T.Campos. Palicourea anisoloba ingår i släktet Palicourea och familjen måreväxter. Inga underarter finns listade i Catalogue of Life.